# Jaime Uriel Sanabria Arias
Jaime Uriel Sanabria Arias (* 17. April 1970 in Municipio Ciénaga-Boyacá, Kolumbien) ist ein kolumbianischer römisch-katholischer Geistlicher und Apostolischer Vikar von San Andrés y Providencia.

## Leben
Jaime Uriel Sanabria Arias empfing am 19. November 1994 das Sakrament der Priesterweihe für das Erzbistum Tunja.
Am 16. April 2016 ernannte ihn Papst Franziskus zum Titularbischof von Burca und zum Apostolischen Vikar von San Andrés y Providencia. Die Bischofsweihe spendete ihm der Kardinalpräfekt der Kongregation für die Evangelisierung der Völker, Fernando Filoni, am 22. Mai desselben Jahres. Mitkonsekratoren waren der Erzbischof von Tunja, Luis Augusto Castro Quiroga IMC, der Bischof von Zipaquirá, Héctor Cubillos Peña, der Erzbischof von Bogotá, Rubén Kardinal Salazar Gómez, und der Apostolische Nuntius in Kolumbien, Erzbischof Ettore Balestrero. Die Amtseinführung fand am 25. Juni 2016 statt.